# Confessions (álbum de Liza Minnelli)
Confessions é um álbum de estúdio da cantora e atriz estadunidense Liza Minnelli, lançado pela gravadora Decca Records em 21 de setembro de 2010. A gravação marca seu primeiro lançamento em estúdio em quase quinze anos.
A lista de faixas inclui standards frequentemente regravados, como "I Got Lost in His Arms" e "At Last", mas também explora mais profundamente o Great American Songbook, explorando favoritas pessoais menos conhecidas.
Alguns veículos de comunicação informaram que haveria duas versões do álbum: uma com 10 canções  e uma edição deluxe com mais cinco faixas adicionais. No entanto, apenas uma edição com 14 faixas foi lançada.
Apesar do potencial do álbum para se tornar uma adição notável a sua discografia, Minnelli afirma que a origem de Confessions foi completamente espontânea e quase não planejada.

## Gravação
As gravações apresentadas iniciaram quando Minnelli apareceu na porta de seu vizinho Bruce Roberts, em Beverly Hills, tarde da noite, quase uma década antes, dizendo: "Só quero cantar". Minnelli relaxou em um sofá, enquanto Billy Stritch tocava teclado e ela cantava 20 standards antigos enquanto Roberts gravava a sessão. Em entrevista a cantora revelou: "Imagine a cena: eu com a perna pendurada e Billy tocando piano".
Em 2009, Roberts encontrou as fitas com essas gravações em uma caixa antiga e percebeu que havia encontrado um excelente material fonográfico. Segundo ele: "Elas (as gravações) eram brilhantes. Então, eu [apenas] as aprimorei". Ele ainda falou sobre o caráter descontraído e espontâneo das faixas: "É como ter a Liza cantando na sua sala de estar". Com as gravações em mãos, a dupla assinou um contrato com a gravadora Decca em novembro de 2009.

## Divulgação
Como forma de divulgação a cantora fez uma série de shows em diversos países, incluindo o Brasil. A set list incluía faixas como “All the way”, “I got lost in his arms”, “At last” e “This heart of mine” alternadas com sucessos da carreira, como: “Cabaret” e “Ring them bells”. O show recebeu boas críticas dos veículos de imprensa. Algumas datas da turnê chegaram a ser canceladas após Minnelli ser diagnosticada com pneumonia.

## Recepção crítica
| Críticas profissionais | Críticas profissionais |
| Avaliações da crítica  | Avaliações da crítica  |
| Fonte                  | Avaliação              |
| ---------------------- | ---------------------- |
| AllMusic               | [ 16 ]                 |
| PopMatters             | [ 17 ]                 |

As resenhas dos críticos de música para o álbum foram, em maioria, favoráveis. 
John Bush, do site AllMusic, avaliou com três estrelas e meia de cinco, e escreveu que o álbum traz uma abordagem intimista, sem grandes arranjos orquestrais ou números grandiosos e Minnelli demonstra habilmente como enriquecer sua voz envelhecida, transformando suas fraquezas ocasionais em forças interpretativas e transmitindo calor em canções como "You Fascinate Me So" e "I Hadn't Anyone Till You".
Christian John Wikane do site PopMatters avaliou com oito estrelas de dez e escreveu que o álbum é uma visão ampliada de uma mulher cujo maior dom é emocionar o público, mesmo da distância entre o palco e a última fileira na galeria ou, neste caso, do estúdio de gravação ao aparelho de som em sua sala de estar. Ele concluiu dizendo que Confessions será uma excelente companhia pelos próximos 14 anos.

## Desempenho comercial
Comercialmente, falhou em aparecer na parada Billboard 200. No entanto, apareceu na parada Top Current Album Sales, da mesma revista, na posição de número 196, em 9 de outubro de 2010, sua única aparição na tabela.

## Lista de faixas
Créditos adaptados do site AllMusic.
| N.º | Título                     | Compositor(es)                                 | Duração |  |
| 1.  | "Confession"               | Howard Dietz, Arthur Schwartz                  | 1:45    |  |
| 2.  | "You Fascinate Me So"      | Cy Coleman, Carolyn Leigh                      | 3:10    |  |
| 3.  | "All the Way"              | Sammy Cahn, Jimmy Van Heusen                   | 4:09    |  |
| 4.  | "I Hadn't Anyone Till You" | Ray Noble                                      | 2:47    |  |
| 5.  | "This Heart of Mine"       | Arthur Freed, Harry Warren                     | 2:47    |  |
| 6.  | "I Got Lost in His Arms"   | Irving Berlin                                  | 3:43    |  |
| 7.  | "Remind Me"                | Dorothy Fields, Jerome Kern                    | 3:05    |  |
| 8.  | "Close Your Eyes"          | Bernice Petkere                                | 2:53    |  |
| 9.  | "He's a Tramp"             | Johnny Burke, Peggy Lee                        | 2:33    |  |
| 10. | "I Must Have That Man"     | Fields, Jimmy McHugh                           | 3:31    |  |
| 11. | "On Such a Night as This"  | Marshall Barer, Hugh Martin                    | 3:54    |  |
| 12. | "Moments Like This"        | Burton Lane, Frank Loesser                     | 2:46    |  |
| 13. | "If I Had You"             | James Campbell, Reginald Connelly, Ted Shapiro | 4:48    |  |
| 14. | "At Last"                  | Mack Gordon, Warren                            | 3:29    |  |

## Tabelas

### Tabelas semanais
| Tabela musical (2010)                              | Melhor posição |
| -------------------------------------------------- | -------------- |
| Estados Unidos (Billboard Top Current Album Sales) | 196            |